# 辛貝里島
辛貝里島（Simberi）是巴布亞新幾內亞的火山島，位於新愛爾蘭島東北25公里的太平洋海域，屬於塔巴爾群島的一部分，由新愛爾蘭省負責管轄。長9.5公里、寬7.7公里，面積40平方公里，最高點海拔高度340米，人口約1100人，主要居住在岛西北的村庄中。当地居民主要使用塔巴尔语的辛贝里方言。

## 历史
该岛可能自15世纪以来便有美拉尼西亚人在此居住。法国航海家布干维尔在其环游世界过程中发现该岛时，以其同行幕僚让-巴蒂斯特-弗朗索瓦·德·苏扎纳的姓氏，将其命名为苏扎纳岛（Suzannet）。在德属新几内亚时期，该岛曾被称作费希尔岛（Fischerinsel）。

## 经济
该岛上有金矿，为世界上最大的金矿之一。目前由澳大利亚的圣芭芭拉有限公司以“辛贝里氧化金工程”（Simberi Oxid-Gold-Project）的名义进行开采。圣芭芭拉公司于2012年8月31日从澳大利亚的联合金矿公司收购了该处金矿。此外还有伴生的银矿。均为露天开采。

## 交通
岛上建有辛贝里机场（IATA：NIS），位于该岛的东南海岸。